# エドマンド・モーティマー (1376-1409)
サー・エドマンド・モーティマー（Sir Edmund Mortimer、1376年12月10日 - 1409年）は、イングランドの騎士。第3代マーチ伯エドマンド・モーティマーとイングランド王エドワード3世の次男・クラレンス公ライオネル・オブ・アントワープの1人娘フィリッパの末子。兄は第4代マーチ伯ロジャー・モーティマー、姉エリザベスはヘンリー・パーシー（ホットスパー）の妻。

## 生涯
1402年6月、ウェールズでイングランド王ヘンリー4世に反乱を起こしていたオワイン・グリンドゥールの討伐に向かったが、敗れて捕虜になった。ヘンリー4世が解放する素振りを見せなかったことに憤慨したモーティマーはグリンドゥールに寝返り、同年11月に彼の娘キャサリンと結婚した。さらに、同じくヘンリー4世に不満を抱く義兄のホットスパーとその父ノーサンバランド伯ヘンリー・パーシー、ダグラス伯アーチボルド・ダグラスらと結託、甥の第5代マーチ伯エドマンド・モーティマーをイングランド王に就ける計画を企てた。
だが、反乱は翌1403年にホットスパーが敗死したことで失敗、1405年にノーサンバランド伯がスコットランドへ亡命して劣勢になったモーティマーはグリンドゥールと共にハーレフ城へ退去した。やがてハーレフ城もヘンリー王太子（後のヘンリー5世）率いるイングランド軍に包囲され、モーティマーは包囲中の1409年に死んだとされるが、戦死またはペスト感染とされ死因は明らかでない。妻キャサリンとの間に息子ライオネルと3人の娘を儲けたが、息子を除く家族はイングランド軍に捕らえられロンドン塔へ送還、1413年に死亡が記録されている。グリンドゥールも行方不明となり反乱は鎮圧された。
ウィリアム・シェイクスピアは戯曲『ヘンリー四世 第1部』でモーティマーがグリンドゥールに捕らえられた出来事を書いているが、彼を同名の甥であるマーチ伯と間違えて劇に登場させている。